# ГЕС Амштег
ГЕС Амштег (нім. Amsteg) — гідроелектростанція у центральній частині Швейцарії. Становить нижній ступінь гідровузла, спорудженого у верхній течії річки Ройс (через Ааре належить до басейну Рейну).
Станцію Амштег спорудили першою серед трьох ГЕС, які в підсумку утворили дериваційний каскад. Введена в експлуатацію у 1922 році, вона спершу працювала на ресурсі, відібраному із Ройсу за допомогою греблі Пфаффеншпрунг. Ця аркова споруда утримує водосховище об'ємом 190 тис. м3, має висоту 32 метри, довжину 64 метри та потребувала 2 тис. м3 матеріалу.
В 1930-х та 1940-х роках вище по течії Ройсу спорудили ГЕС Гешенен та Вассен. Остання розташована безпосередньо перед водосховищем Пфаффеншпрунг, до якого надходить відпрацьована нею вода. Тоді як разом з першою працює значне водосховище Гешенеральпзе (корисний об'єм 76 млн м3), що дає змогу оптимізувати роботу всіх станцій каскаду, включаючи Амштег. Серед здійснених вдосконалень можна згадати другий дериваційний тунель та новий підземний машинний зал, споруджений у 1990-х роках. Як наслідок розвитку гідровузла, річне виробництво електроенергії станцією Амштег зросло з 306 до 450 млн кВт·год.
Дериваційні тунелі мають довжину 7,3 км та, окрім транспортування води зі сховища Пфаффеншпрунг, також захоплюють ресурс із ряду лівих приток Ройсу (Феллібах, Ецлібах, Харстеленбах). Машинний зал ГЕС обладнано трьома турбінами типу Пелтон потужністю по 40 МВт.
ГЕС Амштег на 90 % є власністю швейцарської залізничної компанії SBB.